# FC Zuidlaren
FC Zuidlaren (Fusie Club Zuidlaren) is een amateurvoetbalvereniging uit Zuidlaren, gemeente Tynaarlo, Drenthe, Nederland.

## Algemeen
De club ontstond per 1 juli 2017 als gevolg van de fusie tussen ZFC Zuidlaren, DSZ '16 en zaalvoetbalvereniging Zuidlaren '87. De thuiswedstrijden worden op "sportpark Wenakkers" en in “Sporthal De Zwet” gespeeld. De club kent in het veldvoetbal zowel een zaterdag- als zondagafdeling.

## Geschiedenis
ZFC Zuidlaren
ZFC Zuidlaren (Zuidlaarder Fusie Club) ontstond op 1 juli 1997 als gevolg van de fusie tussen VV Zuidlaren (21 februari 1932) en ZVZ (Zaterdag Voetbalclub Zuidlaren, 17 april 1940, en tot 1955 “D.O.E.N.” geheten). Tot en met het seizoen 2015/16 kwam ZFC zowel in de zaterdag- als zondagafdeling met een standaardelftal uit. Doordat de club echter in het seizoen 2016/17 alleen door wilde gaan met prestatievoetbal in de zondagafdeling en er in de plaats Zuidlaren behoefte bleef bestaan aan prestatievoetbal op zaterdag werd een nieuwe club opgericht voor zaterdagvoetbal, DSZ '16 genaamd.
DSZ '16
DSZ '16 (Dies Saturni Zuidlaren 2016; Dies Saturni is Latijn voor zaterdag-) was feitelijk een afsplitsing van ZFC Zuidlaren. Waar deze club nog in de Tweede klasse speelde, moest DSZ '16 op het laagste niveau instromen in het zaterdagvoetbal, in Noord was dit (als enige district) de Vijfde klasse. De eerste helft van het seizoen 2016/17 werden de thuiswedstrijden op het veld van VV Zuidlaarderveen gespeeld, vanaf januari op Sportpark Wenakkers in Zuidlaren. Dankzij de derde periodetitel kon nacompetitie worden gespeeld, waarin meteen promotie werd bewerkstelligd.
Fusie
In 2017 werd de strijdbijl begraven tussen de twee clubs en besloten om weer terug bij elkaar te komen. Doordat ook de zaalvoetbalvereniging Zuidlaren '87 zich erbij aansloot werd gekozen voor de nieuwe naam FC Zuidlaren.

## Standaardelftallen

### Zaterdag
Het standaardelftal in de zaterdagafdeling speelt in het seizoen 2020/21 in de Derde klasse van het KNVB-district Noord.

#### Erelijst
kampioen Derde klasse:2010
kampioen Vierde klasse: 2019
kampioen Vijfde klasse: 2007

#### Competitieresultaten 1998–2019
N.B. tot en met 2015/16 ZFC Zuidlaren, in 2016/17 DSZ '16, vanaf 2017/18 FC Zuidlaren
| 7 4C |

| 8 4A |

| 5 4D |

| 7 4C |

| 11 4C |

| 2 5D |

| 2 5D |

| 2 5D |

| 3 5D |

| 1 5D |

| 8 4C |

| 3 4C |

| 1 3C |

| 10 2J |

| 7 2J |

| 3 2J |

| 3 2J |

| 8 2J |

| 11 2J |

| 4 5E |

| 10 4E |

| 1 4D |

| Tweede klasse | Derde klasse | Vierde klasse | Vijfde klasse |

### Zondag
Het standaardelftal speelde laatstelijk in het seizoen 2017/18, waar het uitkwam in de Derde klasse zaterdag van het KNVB-district Noord.

#### Competitieresultaten zondag 1998–2018
N.B. tot en met 2016/17 ZFC Zuidlaren, 2017/18 FC Zuidlaren
| 6 2L |

| 9 2K |

| 4 2K |

| 10 2K |

| 4 3B |

| 6 3B |

| 11 3C |

| 2 4D |

| 11 3C |

| 4 4D |

| 4 4D |

| 2 4D |

| 11 3D |

| 8 3B |

| 7 3C |

| 12 3C |

| 9 3C |

| 9 3D |

| 8 3C |

| 11 3B |

| 13 3B |

| Tweede klasse | Derde klasse | Vierde klasse |

## vv Zuidlaren
Het standaardelftal van deze club kwam uit in de zondagafdeling van het amateurvoetbal.

### Erelijst
kampioen Derde klasse: 1966, 1992, 1995
kampioen Vierde klasse: 1953, 1956, 1989

### Competitieresultaten 1951–1997
| 7 4C |

| 2 4C |

| 1 4F |

| 2 4F |

| 2 4F |

| 1 4E |

| 3 3C |

| 6 3C |

| 11 3D |

| 9 3D |

| 11 3D |

| 10 3D |

| 10 3D |

| 4 3D |

| 4 3D |

| 1 3D |

| 10 2B |

| 13 2B |

| 5 3D |

| 5 3D |

| 6 3D |

| 10 3D |

| 6 3D |

| 2 3B |

| 12 2B |

| 10 3B |

| 10 3B |

| 3 3D |

| 3 3D |

| 6 3C |

| 2 3B |

| 9 3B |

| 6 3D |

| 8 3C |

| 9 3B |

| 12 3D |

| 4 4E |

| 10 4E |

| 1 4F |

| 6 3D |

| 4 3B |

| 1 3B |

| 11 2B |

| 3 3B |

| 1 3C |

| 7 2B |

| 7 2L |

| Tweede klasse | Derde klasse | Vierde klasse |

## ZVZ
Het standaardelftal van deze club kwam uit in de zaterdagafdeling van het amateurvoetbal.

### Erelijst
kampioen DVB 1e klasse: 1985, 1990
kampioen DVB 2e klasse: 1984

### Competitieresultaten 1983–1997
| 3 |

| 1 |

| 1 |

| 4 4D |

| 11 4D |

| 3 |

| 4 |

| 1 |

| 11 4D |

| 12 |

| 3 |

|  |

| 10 |

| 8 |

| 10 4B |

| Vierde klasse | DVB Eerste klasse | DVB Tweede klasse |

In elke staaf van de grafiek staat van boven naar beneden vermeld: 
- Eindnotering

Dit is de positie die de club heeft bereikt in de competitie, zonder eventuele beslissings-, play-off- of nacompetitiewedstrijden die nodig zijn geweest om bijvoorbeeld de kampioen van de competitie te bepalen.
Indien een * achter het getal staat is de notering een tussenstand en kan het zijn dat de notering niet overeenkomt met de uiteindelijke eindstand van de competitie.
Staat er een - dan is het seizoen nog bezig en is er geen definitieve uitslag bekend.
Staat er xx op de positie van de notering, dan heeft de club vroegtijdig de competitie verlaten. Dit kan onder andere komen door terugtrekking van het team, faillissement van de club of door een uitgedeelde straf van de KNVB. In veel gevallen staat elders in het artikel de reden vermeld.
Staat er een ? dan is het resultaat uit het verleden onbekend, en is alleen de competitie of het niveau bekend van dat seizoen.
In de seizoenen 2019/20 en 2020/21 werd wegens de coronacrisis het amateurvoetbal afgebroken. Daardoor kennen deze staven geen eindklassering (middels -- weergegeven).
- Competitieniveau en afdelingsletter of Officiële eindstand Eredivisie
  - Competitieniveau en afdelingsletter

Hierbij geeft het getal het niveau weer, dat ook terug te vinden is in de legenda. De letter is de afdelingsaanduiding en wordt gebruikt wanneer er meer afdelingen zijn op hetzelfde niveau. De afdelingsletter is altijd een hoofdletter en wordt meestal zonder nummer gebruikt.
Voorbeeld: 2F is niveau 2e klasse competitie F.
Het competitieniveau en nummer wordt niet vermeld wanneer er slechts één competitie van dit niveau was.
  - Officiële eindstand Eredivisie (getal staat tussen haakjes vermeld)

Sinds de introductie van play-offwedstrijden voor Europees voetbal na afloop van de reguliere competitie in 2005/06, is de KNVB verplicht een eindstand van de Eredivisie door te geven aan de UEFA aan de hand van deze play-offwedstrijden.
Bij deze eindstand staan clubs die zich hebben gekwalificeerd voor Europees voetbal hoger dan clubs die zich niet wisten te kwalificeren. Indien er geen verschil was tussen de eindnotering en de officiële eindstand, staat dit getal niet vermeld.

- Onderafdeling

Hier staat afgekort de naam van de onderafdeling indien de club in dat jaar in een onderafdeling uitkwam. Tevens staat deze afkorting in de legenda en wordt gelinkt naar het artikel over deze onderafdeling. Deze afkorting wordt alleen vermeld wanneer de club in het verleden in verschillende onderafdelingen heeft gespeeld. Deze vermelding is in de staaf altijd in kleine letters. Deze onderafdelingen zijn na het seizoen 1995/96 afgeschaft. Heeft de club in slechts één onderafdeling gespeeld, dan is dit alleen terug te vinden in de legenda.
Onder de staaf staat het jaartal vermeld waarin het seizoen is afgesloten. 15 verwijst naar het seizoen 2014/15 of eventueel het seizoen 1914/15.
Wanneer een staaf leeg is, zijn deze gegevens niet bekend. Het kan ook zijn dat de club dat seizoen niet heeft meegespeeld op het hogere amateurniveau, vroegtijdig de competitie heeft verlaten of uit de competitie is gezet.

In het seizoen 1944/45 was er wegens de Tweede Wereldoorlog geen regulier competitievoetbal.

## Bekende (oud-)spelers
Actief · SVZ · SV Tynaarlo · VAKO · SV Yde de Punt · FC Zuidlaren · VV Zuidlaarderveen